# Выдуманная жизнь Эбботов
Выдуманная жизнь Эбботов (англ. Inventing the Abbotts, дословно — Изобретая Эбботов) — мелодраматический фильм 1997 года режиссёра Пэта О’Коннора по сценарию Кена Хиксона, основанному на одноимённом рассказе Сью Миллер.

## Сюжет
Жизни двух тесно связанных между собой семей опасно пересекаются в маленьком городке Хейли штата Иллинойс в 1957 году. Братья Даг (Хоакин Феникс) и Джейси Холт (Билли Крудап), выросшие в простой семье работающей матери-одиночки Хелен (Кэти Бейкер), совсем непохожи друг на друга: пятнадцатилетний Даг — тихий и застенчивый, семнадцатилетний Джейси — более уверен и успешен, хоть и работает в автомастерской, но хочет учиться в университете. Их отец, пойдя на безрассудное пари с бизнес-партнёром Ллойдом Эбботом (Уилл Паттон), утонул в озере на своей машине. После этого Эббот стал самым известным богатым жителем города, а его семья — отрешённая жена Джоан (Барбара Уильямс) и три прекрасные дочери, Элис (Джоанна Гоинг), Элеанор (Дженнифер Коннели) и Памела (Лив Тайлер) — образцом для подражания.
Из непонимания обстоятельств смерти своего отца и мыслях о краже Ллойдом патента на его изобретение, Джейси стремится отомстить Эбботу путём соблазнения его дочерей. Сначала он привлёк внимание Элеанор, которой надоела удушающая атмосфера в Хейли, однако Ллойд узнал об их связи и отослал свою дочь в сельскую местность, как позже оказалось в психиатрическую больницу. Сначала Даг восхищался образом жизни своего брата. Однако, повзрослев, он обнаружил, что не всё то золото, что блестит. Он влюбляется в самую молодую из сестёр Эббот — Памелу, или попросту Пэм, отталкивающую его попытки продолжения отношений в сексуальном плане. Пэм заставляет его ценить себя, какой есть, а не из-за того, что она может предложить ему. Джейси поступает в Пенсильванский университет и уезжает из города. Приехав на летние каникулы, он заинтересовывается старшей дочерью, Элис, которая вышла замуж за того, кого ей подсказали родители ради завязывания выгодных связей. Однако, и тут Ллойд не дал никому сделать свой выбор.
Через некоторое время, Даг тоже поступает в «Пен», на факультет сценического дизайна. После двух лет разлуки, Даг и Пэм вновь случайно встречается в колледже в Филадельфии. Он узнаёт, что брат соблазнил и третью сестру Эббот, после чего Даг ссорится со всеми. Тем не менее, после смерти матери, Джейси и Даг мирятся и возвращаются в Хейли. Они находят письмо от их покойного отца, в котором он пишет, что сам продал патент Ллойду Эбботу в обмен на машину, которую позже припарковал на дне озера. Несмотря на препятствия, которые Ллойд строит на пути любого из братьев Холт к своим дочерям, Даг убеждает его в искренности своих чувств, получает его благословение на будущие отношения, узнав от него адрес проживания Пэм. Они начинают всё заново, и уже постаревший Даг за кадром сообщает, что у них трое детей.

## В ролях
| Актёр             | Роль                     |
| ----------------- | ------------------------ |
| Лив Тайлер        | Памела Эббот             |
| Хоакин Феникс     | Даг Холт                 |
| Билли Крудап      | Джейси Холт              |
| Дженнифер Коннели | Элеанор Эббот            |
| Уилл Паттон       | Ллойд Эббот              |
| Кэти Бейкер       | Хелен Холт               |
| Джоанна Гоинг     | Элис Эббот               |
| Барбара Уильямс   | Джоан Эббот              |
| Алессандро Нивола | Петер Ванланингем        |
| Майкл Китон       | Рассказчик (пожилой Даг) |

## Критика
Известный кинокритик Роджер Эберт отметил, что «„Выдуманная жизнь Эбботов“ это фильм, который, кажется, был сделан в машине времени. Не только история картины, но и её ценности и стиль вдохновлены 1950-ми», но в то же время этот фильм «кажется медленным и почти угрюмым, а режиссёр, Пэт О’Коннор, не показывает ни одного фрагмента веселой любви из человеческой природы, оживившей его „Круг друзей“ (1995), трогательную картину о молодой любви в Ирландии 1950-х годов». Критик Питер Трэверс из «Rolling Stone» сказал, что в основе этого фильма не романтизированная невинность, а секс и предательство, при этом особо отметив роль Хоакина Феникса — «он является потрясающим» актёром, а сцены с ним «позволяют вам наслаждаться фильмом как тем, чем он действительно является: сердечным разговором». Джанет Маслин из «The New York Times» заметила, что при всей ностальгии и романтике, фильму не хватило «ключевых моментов и сильных страстей». Джек Мэтьюс из «The Los Angeles Times» сказал, что «„Выдуманная жизнь Эбботов“ бессмысленная мыльная опера, анекдотическая и поверхностная, смешивающая соперничество, классовый конфликт и трагические романтические препятствия в стиле, имитирующем вымышленную жизнь 50-х, нежели проясняющем то, что происходило». Эмануэль Леви из «Variety» отметила, что фильм является эмоционально мощным, но крайне старомодным, однако его заслугой является рассмотрение статуса и классов в обществе. Лиза Шварцбаум из «Entertainment Weekly» сказала, что в этом фильме «потерян всякий реальный смысл политических, сексуальных и культурных влияний, существовавших на Среднем Западе в конце 1950-х», вероятно из-за того, что был сделан больший акцент на актёрском ансамбле и красоте взаимодействия. Джонатан Розенбаум из «Chicago Reader» тоже сказал, что фильм «более впечатляет своим сценарием и актёрами, чем обработкой места и периода». Кинокритик Майкл Уилмингтон из «Chicago Tribune» отметил, что фильм этот — «слишком мечтателен, слишком тонок и осмотрителен», показывает «провокационные темы и рисует красочных персонажей. Тем не менее ему не хватает какого-то решающего момента».

## Саундтрек
Официальный саундтрек был сочинён композитором Майклом Кэйменом и исполнен в сопровождении Лондонского метрополитен-оркестра, наряду с использованием записей Ледбелли, «The Elegants», Тары Маклин и экс-членов «Stray Cats» — Слима Джима Фантома и Ли Рокера:
| №   | Название                            | Длительность |
| --- | ----------------------------------- | ------------ |
| 1.  | «On Springfield Mountain»           | 3:32         |
| 2.  | «Inventing the Abbotts»             | 1:46         |
| 3.  | «Little Star»                       | 2:43         |
| 4.  | «Thunder and Lightning»             | 3:43         |
| 5.  | «Jacey and Eleanor (In the Garage)» | 1:31         |
| 6.  | «Goodnight Irene»                   | 1:54         |
| 7.  | «Picnic»                            | 2:00         |
| 8.  | «The Barn»                          | 2:47         |
| 9.  | «Eleanor Leave»                     | 1:37         |
| 10. | «Falling Out of the Tree»           | 0:55         |
| 11. | «Boathouse»                         | 2:35         |
| 12. | «Re-Inventing the Abbotts»          | 7:03         |
| 13. | «Toasted Pam»                       | 2:16         |
| 14. | «Mom's Death»                       | 1:42         |
| 15. | «Doug and Pam»                      | 5:37         |
| 16. | «Undecided»                         | 3:08         |

Под выдуманный Хелли в Иллинойсе был переоборудован существующий город Петалума в штате Калифорния, известный фигурированием в различных фильмах, в том числе в картине «Исследователи», где снимался Ривер Феникс, брат Хоакина.